# Wydział Artystyczny Uniwersytetu Śląskiego
Wydział Artystyczny dawniej tworzyły dwa, istniejące w obrębie struktury Wydziałów Uniwersytetu Śląskiego w Katowicach, placówka w Cieszynie (Wydziału Artystycznego UŚ i Wydziału Etnologii i Nauk o Edukacji UŚ), instytuty: Instytut Muzyki oraz Instytut Sztuki. Obecnie Wydział Sztuki i Nauk o Edukacji Uniwersytetu Śląskiego w Katowicach.
W roku akademickim 2017/2018 Wydział Artystyczny oferował edukację artystyczną w trybie dziennym i zaocznym w zakresie sztuki muzycznej oraz sztuk plastycznych. Wszystkie prowadzone na wydziale kierunki posiadają pełną akredytację Polskiej Komisji Akredytacyjnej.
Program nauczania na kierunku Edukacja artystyczna w zakresie sztuki muzycznej realizowany przez Instytut Muzyki obejmuje wiedzę ogólnomuzyczną, specjalistyczne przedmioty teoretyczne i praktyczne oraz przedmioty związane z kulturą, sztuką, promocją i marketingiem sztuki, a także z działaniami interdyscyplinarnymi. W programie kształcenia znajdują się także przedmioty pedagogiczne i metodyczne dające absolwentowi pełne kwalifikacje pedagogiczne, przedmioty ogólne wspólne dla wszystkich kierunków humanistycznych oraz przedmioty specjalistyczne, realizowane w ramach wybranej specjalności. Studia I stopnia adresowane są do każdego absolwenta szkoły muzycznej, a także do osób, które posiadają umiejętności praktyczne i wiedzę teoretyczną na poziomie szkoły muzycznej co najmniej I stopnia, lecz nie posiadają dyplomu jej ukończenia. Studia II stopnia adresowane są do absolwentów studiów licencjackich w zakresie tego samego kierunku i kierunków pokrewnych, a także absolwentów innych kierunków studiów, którzy posiadają umiejętności praktyczne i wiedzę teoretyczną na poziomie szkoły muzycznej co najmniej I stopnia.
Edukacja artystyczna w zakresie sztuk plastycznych obejmuje poznanie poszczególnych dyscyplin sztuki oraz zagadnień teorii i historii sztuki. Program studiów przybliża problematykę zarówno tradycyjnego warsztatu, jak i współczesnych technologii. Studia na kierunku Grafika przygotowują do podejmowania zróżnicowanych działań projektowych i twórczych w zakresie szeroko pojętego projektowania graficznego i grafiki artystycznej, w tym realizacji kompleksowych rozwiązań identyfikacji wizualnej. W programie nauczania znajdują się przedmioty związane z kształceniem warsztatowym w zakresie grafiki i obszarów pokrewnych (grafika projektowa, edytorska, komputerowa, wystawiennicza, multimedialna), przedmioty ogólnoplastycznej kreacji wizualnej (malarstwo, rzeźba, fotografia, rysunek) oraz przedmioty teoretyczne.

## Historia
Dzieje edukacji uniwersyteckiej w Cieszynie sięgają roku 1904, kiedy Polskie Towarzystwo Pedagogiczne zorganizowało w mieście I Letni Kurs Uniwersytecki dla miejscowych nauczycieli. Wśród wykładowców znaleźli się wówczas Kazimierz Twardowski, Jan Kasprowicz, Franciszek Bujak, Adam Szelągowski, Józef Buzek, Stanisław Głąbiński, Odo Bujwid, Emil Godlewski i Michał Siedlecki – czołowi polscy naukowcy w tym okresie. W tym samym roku powstało w Cieszynie Polskie Męskie Seminarium Nauczycielskie założone przez Macierz Szkolną dla Księstwa Cieszyńskiego. W roku 1911 zbudowano dla niego osobny gmach w granicach ówczesnego Bobrka (obecnie główny budynek Wydziału Artystycznego i Wydziału Etnologii i Nauk o Edukacji Uniwersytetu Śląskiego).
W 1971 roku, wykorzystując 60-letnie tradycje Polskiego Męskiego Seminarium Nauczycielskiego, utworzono Wyższe Studium Nauczycielskie – jako Filię Uniwersytetu Śląskiego – które prowadziło edukację w zakresie filologii polskiej, historii, wychowania obywatelskiego, nauczania początkowego i wychowania muzycznego. Stanowisko kierownika Filii objął doc. dr hab. Józef Chlebowczyk, który już rok później został prorektorem ds. filii. W roku 1977 Filia, zachowując swój dotychczasowy status, została przekształcona w Wydział Pedagogiczno-Artystyczny. Kolejna reorganizacja, przeprowadzona w 2002 roku, przyniosła zmiany w obrębie struktury. Od tego momentu wydział składa się z dwóch jednostek organizacyjnych: Międzynarodowej Szkoły Nauk o Edukacji i Kulturze oraz Wydziału Artystycznego.
Filia Uniwersytetu Śląskiego w Cieszynie nie powstawała w próżni społeczno-kulturowej. Warto sobie uświadomić, że otwarte w 1895 roku, dzięki staraniom Macierzy Szkolnej dla Księstwa Cieszyńskiego, Polskie Gimnazjum Prywatne w Cieszynie było pierwszą polską szkołą średnią na obszarze etnicznie polskiego Śląska.
Życie muzyczne kwitło tu już w XVIII wieku – istniały kapele kościelne i świeckie; na początku XIX wieku powstała miejska kapela zawodowa, która działała do 1895 roku. W tymże roku rozpoczęła działalność orkiestra studencka Józefa Bernatsika. Z inicjatywy sióstr Boromeuszek otwarto w 1889 roku prywatne seminarium nauczycielskie; seminarium posiadało od 1891 roku prawa publiczne. Od roku 1861 działała prywatna szkoła muzyczna Karola Slavika, którą przejął potem jego syn Otokar, uczeń A. Brucknera. Absolwentami tej placówki byli m.in. Louis Kentner i Ada Sari. Szkołę swoją prowadził też Zenon Pogrobiński, skrzypek i kompozytor. Po pierwszej wojnie światowej istniały w Cieszynie dwie szkoły muzyczne: S. Horoszkiewiczowej i N. Kowalskiej, uczennicy H. Melcera. Od roku 1932 działała tu filia konserwatorium katowickiego, prowadzona przez Jana Gawlasa. Od Jana Gawlasa koncesję odkupił Józef Cetner i odsprzedał Janowi Drozdowi, który nadał jej ostateczny kształt artystyczny i organizacyjny.
W latach 20 XX wieku władze Cieszyna zaoferowały pomieszczenia dzisiejszego budynku głównego Wydziału Artystycznego Wyższej Szkole Gospodarstwa Wiejskiego, która – z wojenną przerwą – przetrwała do roku 1950. Kolejne lata to działalność Liceum Pedagogicznego, dwuletniego Studium Nauczycielskiego, wreszcie, od maja 1971 roku, Wyższego Studium Nauczycielskiego, już jako Filii Uniwersytetu Śląskiego w Katowicach. Od roku akademickiego 1973/74, w miejsce Wyższego Studium Nauczycielskiego prowadzone są pełne studia magisterskie. Ostatecznie status Filii ustabilizował się w roku 1977, kiedy to w jej ramach powstał Wydział Pedagogiczno-Artystyczny.
Filia Uniwersytetu Śląskiego powstała zaledwie trzy lata po podpisaniu aktu założycielskiego uczelni macierzystej w Katowicach. Zadecydowało o tym kilka istotnych czynników, do których należały przede wszystkim bogate tradycje akademickie Cieszyna i znaczący potencjał kulturotwórczy regionu. Na tradycje kulturalne wpłynęło w sposób szczególny dziedzictwo muzyczne, w tym wyjątkowa rola muzyki, głównie zaś śpiewu zespołowego.
W pierwszych latach istnienia Filii kształcenie muzyczne stanowiło znak rozpoznawczy cieszyńskiej uczelni, a jej strukturę organizacyjną tworzyły dwie sekcje przedmiotowe – Nauk Humanistycznych i Nauk Pedagogicznych. Sekcja druga, zdominowana przez nauczycieli muzyki, przekształciła się wkrótce w odrębny Zespół Wychowania Muzycznego. Jako pierwsi z dyplomami magisterskimi ukończyli uczelnię muzycy. W roku 1974 powstał samodzielny już Zakład Wychowania Muzycznego, który kilkakrotnie zmieniał swoją nazwę. Najpierw był to Instytut Wychowania Muzycznego i Plastycznego, później Instytut Wychowania Muzycznego, Instytut Pedagogiki Muzycznej i wreszcie, w roku 2000 – Instytut Muzyki. Przez szereg lat kadra Instytutu koncentrowała się na badaniach naukowych z zakresu dydaktyki przedmiotu oraz folkloru i folklorystyki muzycznej Śląska i Żywiecczyzny, a także na indywidualnej działalności artystycznej.
Dotychczas w Instytucie Muzyki wykształcenie zdobyło ponad 700 studentów studiów dziennych i ponad 800 studentów studiów zaocznych.

## Czasy współczesne
Na cieszyński kampus składają się: trzy domy studenckie, hotel asystencki, hala sportowa, basen, siłownia, centrum konferencyjne, laboratoria językowe, własna aula wraz z salą kinową, sala baletowa, sala koncertowa i galeria sztuki, biblioteka, stołówka, restauracja, kawiarnia, bary i klub studencki. Z ośrodkiem cieszyńskim współpracują ściśle Alliance française oraz Centrum Nauczania Lingwistycznego, które jest organizatorem nauki języków obcych na różnych poziomach.
Instytut Muzyki wraz z Instytutem Sztuki tworzą jeden z najmłodszych wydziałów Uniwersytetu Śląskiego – Wydział Artystyczny. Aktualnie na Wydziale Artystycznym pracuje etatowo ponad stu nauczycieli akademickich, w tym 35 profesorów tytularnych, profesorów UŚ i doktorów habilitowanych. Na studiach stacjonarnych i niestacjonarnych pierwszego i drugiego stopnia studiuje ponad 900 studentów. Wszystkie prowadzone na wydziale kierunki posiadają pełną akredytację Państwowej Komisji Akredytacyjnej.
Instytut Muzyki mieści się w oddzielnym budynku, który, poza salami dydaktycznymi, posiada salę kameralną połączoną z wyposażonym w bogatą płytotekę Gabinetem Słuchania Muzyki. Dodatkowo Instytut zajmuje sale ćwiczeniowe w budynku głównym uczelni, stale wyposażane w nowe fortepiany, pianina i inne instrumenty muzyczne. Pracownicy Instytutu Muzyki od szeregu już lat podejmują specjalistyczne zagadnienia naukowe i wysokiej jakości działania artystyczne. Są to badania z zakresu historii kultury muzycznej, folklorystyki muzycznej, teorii i metodyki muzyki, psychologii i socjologii muzyki oraz estetyki. Osiągnięcia artystyczne kadry i absolwentów są wysoko cenione w kraju i za granicą. Kompozytorzy, dyrygenci, instrumentaliści i animatorzy życia kulturalnego odnoszą międzynarodowe sukcesy.
Szczególne znaczenie w działalności dydaktycznej i artystycznej Instytutu przypisać należy zespołom akademickim. Spośród wielu, jakie się w różnych okresach zawiązywały, wyróżnia się Akademicki Chór „Harmonia”. Powstał już w pierwszym roku istnienia Filii i nawiązuje do tradycji założonego w roku 1908 Towarzystwa Śpiewaczego „Harmonia”. Zespół zdobył wysoką rangę w środowisku muzycznym występując w wielu koncertach, konkursach i festiwalach w Polsce i poza granicami kraju. Nieprzerwanie od roku 1987 działa studencka orkiestra dęta i młodsza – orkiestra symfoniczna. W ostatnich latach pojawiły się studenckie zespoły muzyki jazzowej i rozrywkowej.
Instytut Muzyki jest organizatorem wielu ogólnopolskich i międzynarodowych konferencji naukowych, a także współorganizatorem warsztatów i kursów mistrzowskich (m.in. Międzynarodowego Letniego Kursu Pianistycznego oraz Mistrzowskich Warsztatów Dyrygenckich). Pracownicy, absolwenci i studenci Instytutu są twórcami i organizatorami najważniejszych imprez muzycznych odbywających się na Śląsku Cieszyńskim.
Od 1 października 2019 roku, Zarządzeniem Rektora Uniwersytetu Śląskiego w Katowicach, funkcjonuje jako Wydział Sztuki i Nauk o Edukacji Uniwersytetu Śląskiego w Katowicach, wskutek połączenia z Wydziałem Etnologii i Nauk o Edukacji.

## Struktura
- Instytut Muzyki w Cieszynie
  - Zakład Teorii Muzyki, Kompozycji i Multimediów
  - Zakład Instrumentalistyki
  - Zakład Dyrygowania i Metodyki Prowadzenia Zespołów Muzycznych
  - Zakład Dydaktyki Muzycznej i Kształcenia Wokalnego
  - Zakład Muzyki Rozrywkowej
- Instytut Sztuki w Cieszynie
  - Zakład Malarstwa
  - Zakład Grafiki
  - Zakład Nowych Mediów
  - Zakład Projektowania Graficznego
  - Zakład Rysunku
  - Zakład Rzeźby
  - Zakład Teorii Sztuki i Fotografii Artystycznej

## Adres
- INSTYTUT MUZYKI

ul. Juliana Ursyna Niemcewicza 2, 43-400 Cieszyn
- INSTYTUT SZTUKI:

ul. Bielska 62, 43-400 Cieszyn